# Cirkels van Bankoff
De cirkels van Bankoff zijn Archimedische cirkels. In 1954 ontdekte Leon Bankoff dat de arbelos naast de tweelingcirkels van Archimedes een derde aan deze tweeling congruente cirkel bevatte, gevolgd door een vierde in 1974. Deze twee cirkels stonden aan de wieg aan inmiddels een hele rij Archimedische cirkels.

## De drielingcirkel

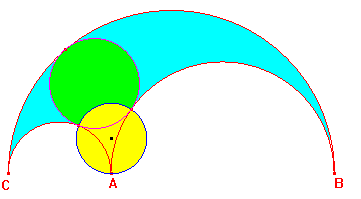
De drielingcirkel van Bankoff.

De ingeschreven cirkel in de arbelos (groen) raakt de twee kleine halve cirkels van de arbelos elk in een punt. Deze raakpunten en het raakpunt A van deze twee kleine halve cirkels hebben een omgeschreven cirkel die Archimedisch is. Deze cirkel wordt Bankoffs drielingcirkel genoemd.

## De vierlingcirkel

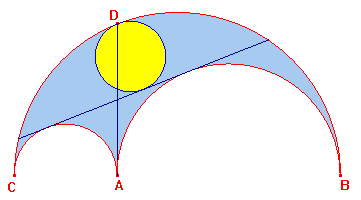
De vierlingcirkel van Bankoff.

De grootste cirkel die past in het gebied tussen de grote halve cirkel en de gemeenschappelijke raaklijn aan de twee kleine halve cirkels die niet door A gaat, is Archimedisch. Deze cirkel wordt Bankoffs vierlingcirkel genoemd.